# Monette Moore
Monette Moore (Gainesville, 19 mei 1902 - Garden Grove, 21 oktober 1962) was een Amerikaanse blues- en jazzmuzikante (zang, piano) en actrice.

## Biografie
Moore begon haar carrière als begeleidster van stomme films in Kansas City, daarna toerde ze als pianiste en zangeres met een vaudeville-groep. Begin jaren 1920 kwam ze naar New York en trad ze op in muziektheaters. Vanaf 1923 ontstonden eerste plaatopnamen. Tijdens deze periode werkte ze ook in steden als Chicago, Dallas en Oklahoma City. Veel van haar vroegere platen verschenen onder het pseudoniem Susie Smith. In 1925 behoorde ze tot de muziekrevue Lucky Sambo, zong ze in het orkest van Charlie Johnson, dat optrad in het Small's Paradise en in Connie's Inn en nam ze enkele songs op met deze band, zoals You Ain't the One en Don't You Leave Me Here. 
In 1927/1928 toerde ze met Walter Pages Blue Devils in het midwesten. In 1929 keerde ze terug naar New York en trad ze tot eind jaren 1930 op in muziektheaters en nachtclubs, soms met Sidney Bechet en Sammy Price, in 1937 in Chicago met Zinky Cohn. In 1942 verhuisde ze naar Los Angeles, waar ze verbintenissen had in clubs. Ze nam op met Teddy Bunn, Ginger Smock en de Harmony Girls, trad op in James P. Johnsons Sugar Hill Show en speelde kleinere rollen in een reeks Hollywood-films, zoals in Yes Sir, Mr Bones (1951). Van 1951 tot 1953 trad ze op in de tv-serie Amos 'n Andy en nam ze op met George Lewis. In 1960 begon een verbintenis in Disneyland met de formatie Young Men of Dixieland met o.a. gastmuzikanten als Louis Armstrong. Ze trad ook op in het Disney-tv-programma The Wonderful World of Color en Disneyland After Dark.
Van Moore werden in totaal 44 opnamen onder haar eigen naam uitgebracht op geluidsdragers. Deze concentreren zich op de jaren 1923 tot 1927, toen ze in New York opnam voor de labels Ajax Records, Paramount Records, Vocalion, Columbia Records en Victor Records. Meewerkende muzikanten waren o.a. Jimmy Blythe, Tommy Ladnier, Jimmy O'Bryant, Bubber Miley, Elmer Snowden en Rex Stewart. Daarnaast nam ze in 1932 twee duetten op met Fats Waller. In 1936 en van 1945 tot 1947 ontstonden nog verdere opnamen.
- Bibliothèque nationale de France: cb139277036 (data)
- International Standard Name Identifier: 0000 0003 5411 2625
- Library of Congress Control Number: n85138441
- MusicBrainz: f4c89155-3125-45d6-9afe-88126f07e427
- Istituto Centrale per il Catalogo Unico: DDSV006117
- SNAC: w6r05bfh
- Virtual International Authority File: 14960868
- WorldCat: E39PBJrRfKjRjFDpHK7gHHBwYP